# Tie Ning
Tie Ning (1957 Pekín, China) es una escritora china. Su obra incluye relatos cortos.

## Obras
- Traducido al inglés:[1]

The bathing women
Haystacks